# Полтавский тепловозоремонтный завод

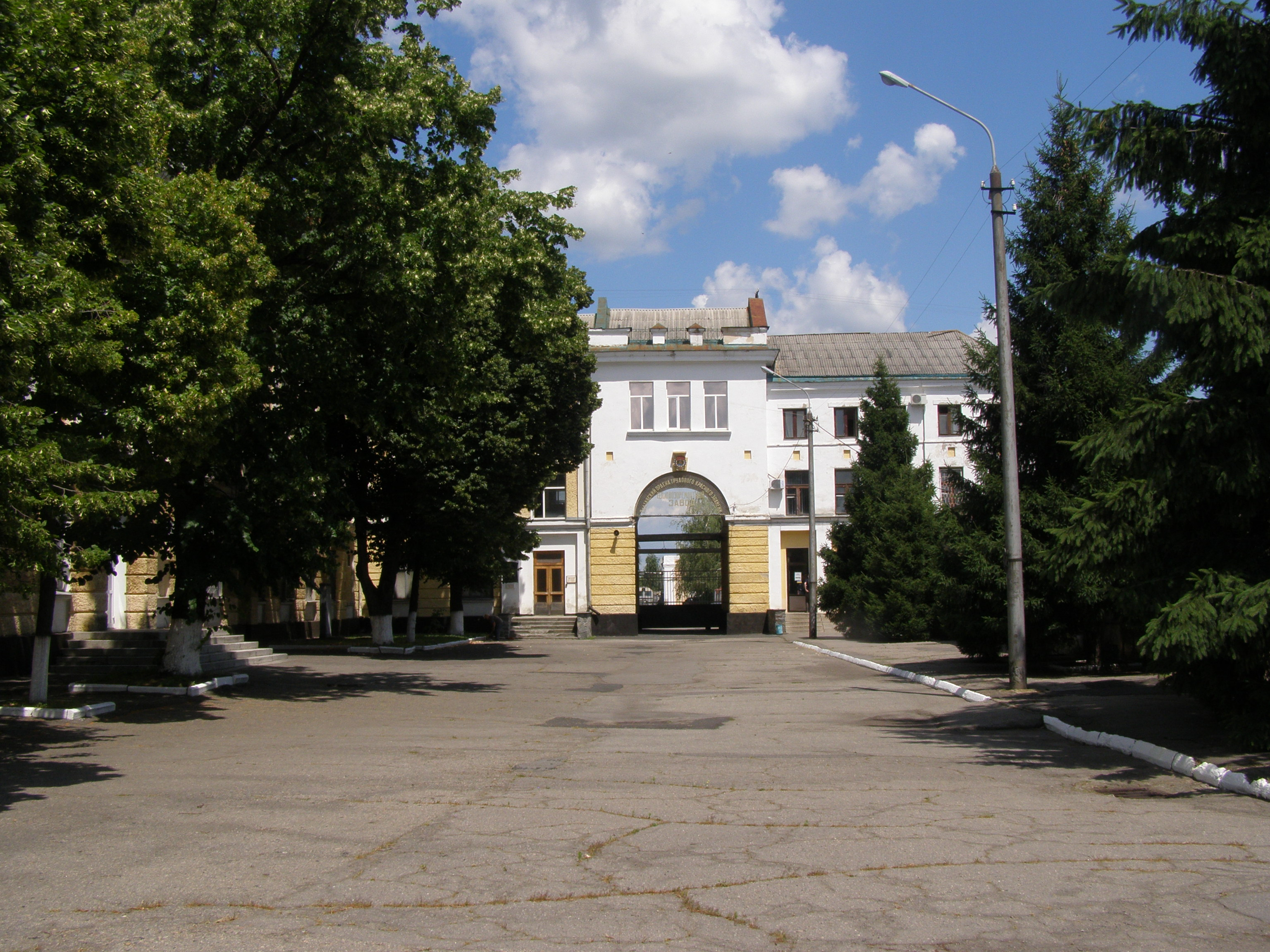
центральная проходная завода

Полта́вский тепловозоремо́нтный за́вод (укр. Полтавський тепловозоремонтний завод) — завод в городе Полтава, выполняющий ремонт тепловозов для нужд железных дороги Украины, Белоруссии, России, Польши, Монголии, Кореи, стран Балтии.

## История

### 1874—1917
1 августа 1870 года было открыто движение на участке Кременчуг — Полтава, для обслуживания подвижного состава которой в Полтаве началось строительство главных паровозных мастерских Харьково-Николаевской железной дороги (завершившееся 15 марта 1871 года). Мастерские были построены на бывшем заболоченном участке прямо в горловине станции Полтава, неподалёку от вокзала. Цеха могли одновременно разместить 23 паровоза, в тендерном отделении шёл ремонт 6 тендеров, также шёл ремонт и на открытых путях. Уровень механизации работ был низким, срок ремонта паровоза растягивался на 100—190 суток.
В 1883 году рабочие Полтавских железнодорожных мастерских провели первую забастовку в знак протеста против задержки выплаты заработной платы. 50 рабочих были уволены, а администрация временно закрыла мастерские. 21 апреля 1884 года рабочие мастерских провели вторую забастовку, поводом к которой стала несвоевременная выплата заработной платы и грубое обращение администрации. Эта забастовка имела организованный и массовый характер — около 600 рабочих остановили паровую машину, отказались работать и собрались на митинг во дворе мастерских. Вечером в Полтаву прибыл начальник железной дороги, деньги были выплачены, но впоследствии около 40 из принимавших участие в забастовке рабочих были уволены.
В 1887 году проведена была модернизация производства: увеличилось количество паровозных стойл, появилась скатоопускная канава. Число работников завода достигало 450 человек.
В июле 1891 года в связи с введением новых правил приема на работу, ухудшающих условия труда и положение рабочих, а также устанавливающих 12-часовой рабочий день, рабочие мастерских начали новую забастовку, в результате которой установленный администрацией 12-часовой рабочий день был отменён.
10 октября 1905 года рабочие железнодорожных мастерских прекратили работу, присоединившись к Всероссийской стачке. Вскоре к ним присоединились рабочие других предприятий города. 12 октября 1905 в «Канаве» (сборочном цехе Полтавских железнодорожных мастерских) состоялся митинг бастующих. Под контролем забастовочного комитета мастерские оставались до 23 декабря 1905 года.

### 1918—1991
В марте 1918 года из рабочих железнодорожной станции и железнодорожных мастерских Полтавы был сформирован боевой технический отряд железнодорожников (200 человек, командир В. Шуляков), который 23 марта 1918 отбыл на фронт и совместно с подразделениями РККА участвовал в нескольких боях, а также занимался ремонтом железнодорожных путей, мостов, движимого состава и сформировал несколько новых ремонтных отрядов. 15 апреля 1918 почти все рабочие отряда погибли в бою с белогвардейцами под Мелитополем и были похоронены в братской могиле на станции Акимовка.
В июле 1918 года рабочие мастерских принимали участие во Всеукраинской стачке железнодорожников и напечатали обращение ко всем рабочим о солидарности и усилении стачечной борьбы против немецко-австрийских оккупантов.
В 1920 году при заводе было создано ремесленное училище, в 1922 году оно было реорганизовано в ФЗУ. Учащиеся ФЗУ работали на среднем и капитальном ремонте паровозов серий Ов и Э.
С 1924 года проводилась техническая модернизация производства, его дооснащение. В 1926—1927 годах простой паровозов в ремонте сократился до 69-57 суток.
В начале 1927 года началось переоборудование Полтавских железнодорожных мастерских в паровозоремонтный завод, в 1929 году мастерские были преобразованы в Полтавский паровозоремонтный завод. В результате, к 1930 году производительность труда предприятия была повышена на 33 %, годовой план 1930 года был выполнен на 109,9 %.
В 1929—1930 годах было отремонтировано 240 паровозов. Кроме ремонта паровозов тринадцати серий завод занимался выпуском шнеков, элеваторов, асфальтовых котлов и дорожных катков, запчастей для тракторов. Срок ремонта паровозов сократился до 29,9 календарных дней. В 1931 году завод сумел ещё больше сократить простой и отремонтировать за год 421 паровоз.

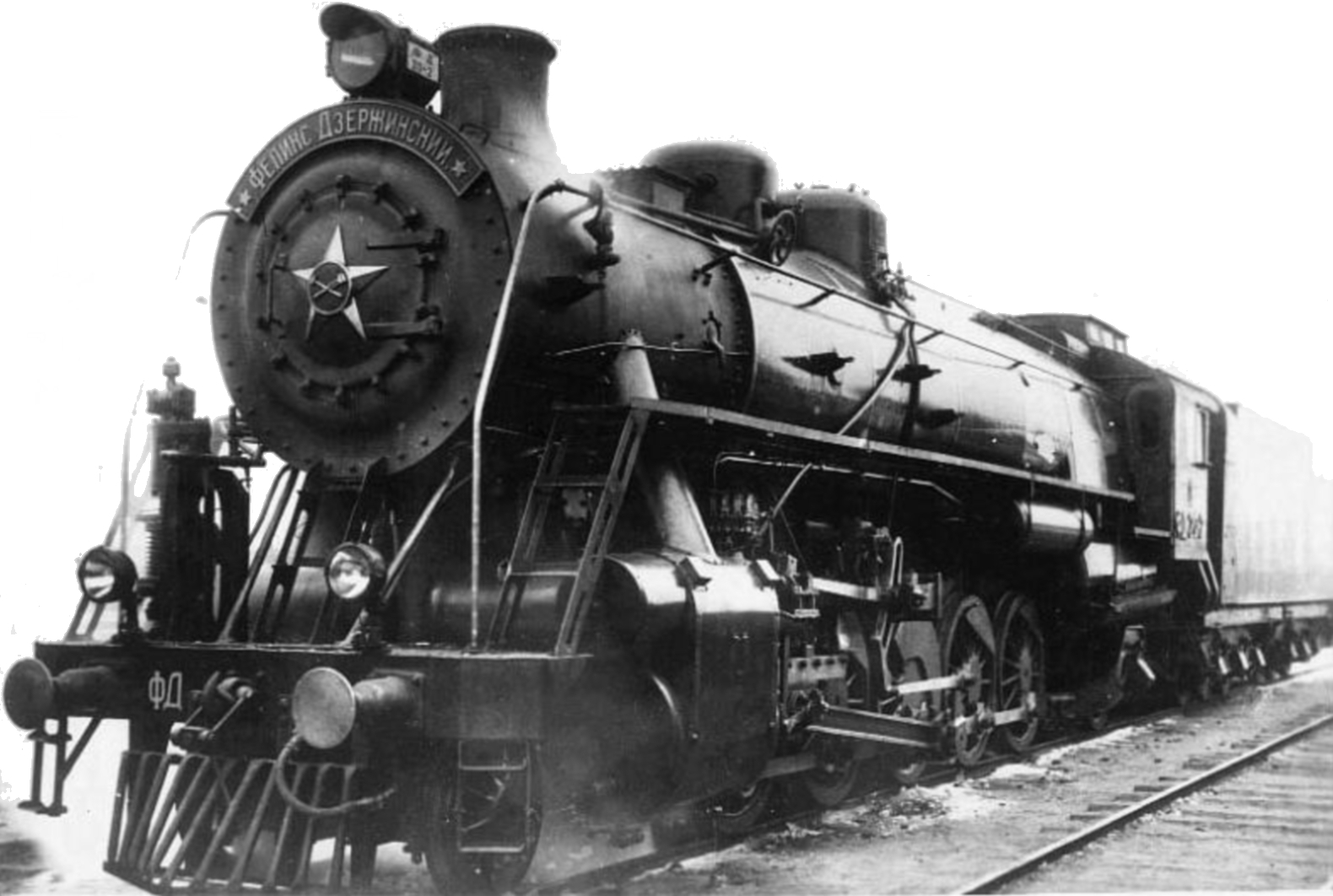
Паровоз серии ФД

В 1938 году на Полтавском ПРЗ был освоен ремонт мощных паровозов ФД, ИС, СО.
После начала Великой Отечественной войны многие рабочие мастерских ушли на фронт. В первые месяцы войны завод продолжая ремонтировать паровозы и освоил выпуск продукции военного назначения. В июле-августе 1941 года здесь был построен бронепоезд «Маршал Будённый».
В связи с приближением к Полтаве линии фронта, из рабочих был сформирован батальон народного ополчения. Кроме того, свыше тысячи рабочих участвовали в строительстве оборонительных сооружений в районе сел Головач и Малая Перещепина. В июле 1941 года начался демонтаж оборудования, осенью 1941 года завод был эвакуирован в Красноярск (на базу Красноярского паровозовагоноремонтного завода) и Иркутск. В период немецкой оккупации рабочие занимались саботажем, затягивали ремонт цехов завода и вывели из строя заводскую электростанцию, в результате планы оккупационных властей восстановить завод были сорваны.
Завод серьёзно пострадал от немецких авианалётов ещё в 1941 году, а при отступлении в 1943 году немцы сожгли остальные цеха, в результате завод был разрушен на 97,5 % и уцелело только 2,5 % производственных площадей. Осенью 1943 года началось восстановление предприятия.
В январе 1944 года в ходе реэвакуации промышленных предприятий в Полтаву были возвращены оборудование и рабочие мастерских, и в 1944 году ремонт паровозов в Полтаве был возобновлен. 27 февраля 1944 года вышло решение Государственного комитета обороны о восстановлении Полтавского паровозоремонтного завода. Автором проекта строительства стал харьковский инженер Е. М. Мушкин. Строительные и санитарно-технические работы осуществляла подрядная организация УВЗ-15. Первая очередь завода, в которую вошли реконструированный паровозосборочный цех, тендерный, линейный, механический, колёсный цеха, электростанция и некоторые вспомогательные объекты, была введена в эксплуатацию в июле 1944 года.
Завод ремонтировал паровозы серий C, ФД, ИС, СО и выпускал запасные части для их ремонта. С 1963 года ремонтирует тепловозы ТЭ3, ТЭП60, ТЭП70, 2ТЭ116, М62. Кроме того, завод выпускает оборудование для ремонта вагонов и оборудование для станций реостатных испытаний тепловозов.
В 1948 году завод достиг довоенного объёма выпуска паровозов из ремонта, в апреле 1949 — отремонтировал 10-тысячный паровоз. В связи с 75-летием со дня основания завода и за успехи по ремонту паровозов и производству запасных частей для железных дорог 25 ноября 1949 года завод был награждён орденом Трудового Красного Знамени. Тогда же заводу было присвоено имя А. А. Жданова. Пятую пятилетку завод завершил досрочно, 24 августа 1950 года и до конца года отремонтировал сверх плана ещё 225 паровозов.
В 1963 году завод отремонтировал последний паровоз, в декабре 1963 года — приступил к ремонту тепловозов и получил новое наименование: Полтавский тепловозоремонтный завод.
В апреле 1970 года завод был внесён в Ленинскую юбилейную книгу трудовой славы.
По состоянию на начало 1989 года, завод представлял собой предприятие с высокой степенью механизации производства, он ремонтировал современные локомотивы нескольких серий, изготавливал агрегаты и машины для механизации трудоемких процессов на железнодорожном транспорте, а также запчасти к сельхозмашинам, участвовал в строительстве зернохранилищ и механизированных животноводческих ферм.
Подготовку квалифицированных рабочих кадров для завода осуществляло Полтавское СПТУ № 3. На балансе предприятия находились объекты социальной инфраструктуры: музей истории завода, поликлиника, водолечебница, санаторий в Алуште, база отдыха на Псле, пионерский лагерь, спортивное общество «Локомотив» (11 команд и секций) и стадион на 5 тысяч зрителей.

### После 1991
После 1991 года в связи с потерей российского рынка завод значительно снизил объёмы ремонта тепловозов.
В 2007—2009 году завод выполнял заказы на капитальный ремонт грузовых тепловозов серии 2М62(У) для ОАО «РЖД». Продлевать сотрудничество с Полтавским ТРЗ ОАО «РЖД» не стало. В дальнейшем капитальный ремонт тепловозов серии 2М62(У) ОАО «РЖД» размещало в Уссурийском ЛРЗ и в ОАО «МЛРЗ „МИЛОРЕМ“».